# Ein Supertrio/Episodenliste
Diese Episodenliste enthält alle Episoden der japanischen Animeserie Ein Supertrio, sortiert nach der japanischen Erstausstrahlung. Insgesamt wurden zwischen 1983 und 1985 73 Episoden in zwei Staffeln produziert, welche beide auf dem japanischen Sender Nippon TV ausgestrahlt wurden.

Die deutschsprachige Erstausstrahlung beider Staffeln fand vom 13. November 1995 bis zum 22. Februar 1996 auf dem Sender RTL Zwei von Montag bis Freitag statt.

## Staffel 1
| Nr. (ges.) | Nr. (St.) | Deutscher Titel              | Originaltitel                                                              | Erstausstrahlung Japan | Deutschsprachige Erstausstrahlung (D/A/CH) | Regie            | Drehbuch                           |
| ---------- | --------- | ---------------------------- | -------------------------------------------------------------------------- | ---------------------- | ------------------------------------------ | ---------------- | ---------------------------------- |
| 1          | 1         | Die Träne der Königin        | 君はセクシーな泥棒 Kimi wa sekushīna dorobō                                | 11. Juli 1983          | 13. Nov. 1995                              | Yoshio Hayakawa  | Keisuke Fujikawa                   |
| 2          | 2         | Ausgetrickst                 | ようこそ警察へ Yōkoso keisatsu e                                           | 18. Juli 1983          | 14. Nov. 1995                              | Hiroshi Fukutomi | Keisuke Fujikawa                   |
| 3          | 3         | Der kostbare Smaragd         | うるさい小悪魔にご用心 Urusai shōakuma ni goyōshin                         | 25. Juli 1983          | 15. Nov. 1995                              | Yoshio Hayakawa  | Tomoko Konparu & Hideo Takayashiki |
| 4          | 4         | Lepans Braut                 | 挑戦者（チャレンジャー）はパリの匂い Chōsen-sha (charenjā) wa Pari no nioi | 1. Aug. 1983           | 16. Nov. 1995                              | Yoshio Hayakawa  | Hideo Takayashiki                  |
| 5          | 5         | Die neue Polizistin          | 夜間飛行は危険な香り Yakan hikō wa kiken'na kaori                          | 8. Aug. 1983           | 17. Nov. 1995                              | Yoshio Hayakawa  | Atsushi Yamatoya                   |
| 6          | 6         | Liebeskummer                 | ちょっとだけ恋人気分 Chotto dake koibito kibun                             | 15. Aug. 1983          | 20. Nov. 1995                              | Hiroshi Fukutomi | Keisuke Fujikawa                   |
| 7          | 7         | Die Geburtstagsparty         | ラブサインは華やかに Rabusain wa hanayaka ni                               | 22. Aug. 1983          | 21. Nov. 1995                              | Shunji Oga       | Tomoko Konparu                     |
| 8          | 8         | Das Geheimnis der Medici     | 遥かなるトットチーノ Harukanaru tottochīno                                 | 29. Aug. 1983          | 22. Nov. 1995                              | Hiroshi Fukutomi | Atsushi Yamatoya                   |
| 9          | 9         | Toshi in Nöten               | とってもおかしな大追跡 Tottemo okashina dai tsuiseki                       | 5. Sep. 1983           | 23. Nov. 1995                              | Masaharu Okuwaki | Toshimichi Okawa                   |
| 10         | 10        | Die Göttin Mars              | ドッグフードはお好き Doggufūdo wa o suki                                   | 12. Sep. 1983          | 24. Nov. 1995                              | Shunji Oga       | Kenji Terada                       |
| 11         | 11        | Roulette                     | アメリカの危険な誘惑 Amerika no kiken'na yūwaku                            | 19. Sep. 1983          | 27. Nov. 1995                              | Yoshio Takeuchi  | Keisuke Fujikawa                   |
| 12         | 12        | Die gefährliche Dame         | ヨーロッパの華麗な誘惑 Yōroppa no kareina yūwaku                           | 26. Sep. 1983          | 28. Nov. 1995                              | Shunji Oga       | Keisuke Fujikawa                   |
| 13         | 13        | Die Prüfung                  | 行かないで私の恋 Ikanai de watashi no koi                                  | 10. Okt. 1983          | 29. Nov. 1995                              | Kenji Kodama     | Tomoko Konparu                     |
| 14         | 14        | Die Träne der Kleopatra      | クレオパトラの身代金 Kureopatora no minoshirokin                           | 17. Okt. 1983          | 30. Nov. 1995                              | Hiroshi Fukutomi | Toshimichi Okawa                   |
| 15         | 15        | Sammelleidenschaft           | 真夜中に翔べレオタード Mayonaka ni tobe reotādo                            | 24. Okt. 1983          | 1. Dez. 1995                               | Masaharu Okuwaki | Sho Kisugi                         |
| 16         | 16        | Nach Ende der Show           | 月曜日は微笑む時 Getsuyōbi wa hohoemu toki                                 | 31. Okt. 1983          | 4. Dez. 1995                               | Hiroshi Fukutomi | Kenji Terada                       |
| 17         | 17        | Dornröschen                  | 死神には銃弾がふさわしい Shinigami ni wa jūdan ga fusawashī                | 7. Nov. 1983           | 5. Dez. 1995                               | Shunji Oga       | Toshimichi Okawa                   |
| 18         | 18        | Der Stern des Kilimanscharo  | 追いつめられて Oitsumerarete                                               | 14. Nov. 1983          | 6. Dez. 1995                               | Yoshio Takeuchi  | Ryuji Mizutani                     |
| 19         | 19        | Der mongolische Falke        | あなただけに今晩は Anata dake ni konban wa                                 | 21. Nov. 1983          | 7. Dez. 1995                               | Masaharu Okuwaki | Toshimichi Okawa                   |
| 20         | 20        | Die falschen Katzen          | 恋人たちのホリデー Koibito-tachi no horidē                                 | 28. Nov. 1983          | 8. Dez. 1995                               | Yoshio Takeuchi  | Keisuke Fujikawa                   |
| 21         | 21        | Das Treffen                  | 一度だけあなたに会いたい Ichidodake anata ni aitai                         | 5. Dez. 1983           | 11. Dez. 1995                              | Toru Itomizu     | Tomoko Konparu                     |
| 22         | 22        | Das Phantombild              | 雪降る日の訪問者 Yukifuru-bi no hōmon-sha                                  | 12. Dez. 1983          | 12. Dez. 1995                              | Masashi Ikeda    | Ryuji Mizutani                     |
| 23         | 23        | Aktion Rubin                 | 冬は恋の陽だまり Fuyu wa koi no hidamari                                   | 19. Dez. 1983          | 13. Dez. 1995                              | Kenta Tange      | Kenji Terada                       |
| 24         | 24        | Mitternachtstreffen          | サンタが空から降ってきた Santa ga sora kara futte kita                     | 26. Dez. 1983          | 14. Dez. 1995                              | Yoshio Takeuchi  | Toshimichi Okawa                   |
| 25         | 25        | Die Schneekönigin            | 12時の鐘が鳴るとき 12-Ji no kaneganaru to ki                               | 9. Jan. 1984           | 15. Dez. 1995                              | Masashi Ikeda    | Sho Kisugi                         |
| 26         | 26        | Die Insel im Pazifik, Teil 1 | ルナン島より愛をこめて Runan shima yori ai o komete                        | 16. Jan. 1984          | 18. Dez. 1995                              | Toru Itomizu     | Takeo Ono                          |
| 27         | 27        | Die Insel im Pazifik, Teil 2 | ルナン島危機一髪 Runan-jima kikiippatsu                                    | 23. Jan. 1984          | 19. Dez. 1995                              | Shunji Oga       | Takeo Ono                          |
| 28         | 28        | Das Attentat                 | うしなわれた記憶 Ushinawa reta kioku                                       | 30. Jan. 1984          | 20. Dez. 1995                              | Kenji Kodama     | Toshimichi Okawa                   |
| 29         | 29        | Der Seufzer der Venus        | ショーは華やかに Shō wa hanayaka ni                                        | 6. Feb. 1984           | 21. Dez. 1995                              | Yoshio Takeuchi  | Tomoko Konparu                     |
| 30         | 30        | Segel am Hafen               | アスレチックは死の匂い Asurechikku wa shi no nioi                          | 13. Feb. 1984          | 22. Dez. 1995                              | Masashi Ikeda    | Takeo Ono                          |
| 31         | 31        | Der Kuss                     | それはキッスで始まった Sore wa kissu de hajimatta                          | 20. Feb. 1984          | 25. Dez. 1995                              | Toru Itomizu     | Toshimichi Okawa                   |
| 32         | 32        | Der falsche Tiger            | 美術館は危険がいっぱい Bijutsukan wa kiken ga ippai                        | 27. Feb. 1984          | 26. Dez. 1995                              | Shunji Oga       | Hidekuni Nagaumi                   |
| 33         | 33        | Der Heiratsantrag            | 標的（ターゲット）はプロポーズ Hyōteki (tāgetto) wa puropōzu               | 5. März 1984           | 27. Dez. 1995                              | Yoshio Takeuchi  | Tomoko Konparu                     |
| 34         | 34        | Toshis heißeste Spur         | 君はハインツを見たか? Kimi wa haintsu o mita ka?                           | 12. März 1984          | 28. Dez. 1995                              | Toru Itomizu     | Toshimichi Okawa                   |
| 35         | 35        | Auf der richtigen Spur       | 暴け! キャッツの秘密 Abake! Kyattsu no himitsu                             | 19. März 1984          | 29. Dez. 1995                              | Masashi Ikeda    | Takeo Ono                          |
| 36         | 36        | Nachricht vom Vater          | ハインツを知る男 Haintsu o shiru otoko                                     | 26. März 1984          | 2. Jan. 1996                               | Toru Itomizu     | Takeo Ono                          |

## Staffel 2
| Nr. (ges.) | Nr. (St.) | Deutscher Titel                  | Originaltitel                                                         | Erstausstrahlung Japan | Deutschsprachige Erstausstrahlung (D/A/CH) | Regie            | Drehbuch            |
| ---------- | --------- | -------------------------------- | --------------------------------------------------------------------- | ---------------------- | ------------------------------------------ | ---------------- | ------------------- |
| 37         | 1         | Die falsche Katze                | フランスから来た牝猫 Furansu kara kita meneko                         | 8. Okt. 1984           | 3. Jan. 1996                               | Kenji Kodama     | Takeo Ono           |
| 38         | 2         | Wasserspiele                     | ミッドナイトに濡れて舞う Middonaito ni nurete mau                     | 15. Okt. 1984          | 4. Jan. 1996                               | Masaharu Okuwaki | Hiroshi Kashiwabara |
| 39         | 3         | Abfahrt 20 Uhr dreißig           | 天使たちの身代金 Tenshi-tachi no minoshirokin                         | 22. Okt. 1984          | 5. Jan. 1996                               | Yoshio Takeuchi  | Junichi Miyashita   |
| 40         | 4         | Toshis Traum                     | 暗闇でどっきり Kurayami de dokkiri                                    | 29. Okt. 1984          | 8. Jan. 1996                               | Shunji Oga       | Yuichi Higurashi    |
| 41         | 5         | Operation Hot Dog                | 狩人はバッヂをつけていた Kariudo wa baddji o tsukete ita              | 5. Nov. 1984           | 9. Jan. 1996                               | Kenji Kodama     | Toshimichi Okawa    |
| 42         | 6         | Eins-Null-Sieben                 | 盗まれたアイ・ラブ・ユー Nusuma reta ai rabu yū                       | 12. Nov. 1984          | 10. Jan. 1996                              | Masaharu Okuwaki | Junichi Miyashita   |
| 43         | 7         | Das süße Leben                   | おいしい生活 Oishī seikatsu                                           | 19. Nov. 1984          | 11. Jan. 1996                              | Kenji Kodama     | Yuichi Higurashi    |
| 44         | 8         | Die falsche Milchstraße          | 華麗なる罠 Kareinaru wana                                             | 26. Nov. 1984          | 12. Jan. 1996                              | Yoshio Takeuchi  | Hiroshi Kashiwabara |
| 45         | 9         | Diamantenurlaub                  | 恋の狂走曲 Koi no kyōsōkyoku                                          | 3. Dez. 1984           | 15. Jan. 1996                              | Masaharu Okuwaki | Takeo Ono           |
| 46         | 10        | Ritter in Bronze                 | もっとも危険なゲーム Mottomo kiken'na gēmu                            | 10. Dez. 1984          | 16. Jan. 1996                              | Masaharu Okuwaki | Yuichi Higurashi    |
| 47         | 11        | Hypnose                          | プレゼントはパパのワイン Purezento wa papa no wain                    | 17. Dez. 1984          | 17. Jan. 1996                              | Yoshio Takeuchi  | Junichi Miyashita   |
| 48         | 12        | Gespenster aus der Vergangenheit | 冬の夜はミステリー Fuyunoyo wa misuterī                               | 7. Jan. 1985           | 18. Jan. 1996                              | Kenji Kodama     | Takeo Ono           |
| 49         | 13        | Yokohama Blues                   | 横浜ベイブルース Yokohama beiburūsu                                   | 14. Jan. 1985          | 19. Jan. 1996                              | Hiroshi Fukutomi | Hiroshi Kashiwabara |
| 50         | 14        | Die Träne vom anderen Stern      | 君に星の涙を Kimi ni hoshi no namida o                                | 21. Jan. 1985          | 22. Jan. 1996                              | Kenji Kodama     | Junichi Miyashita   |
| 51         | 15        | Aktion Bräutigam                 | 偽りのウェディング・ベル Itsuwari no u~edingu beru                    | 28. Jan. 1985          | 23. Jan. 1996                              | Masaharu Okuwaki | Yuichi Higurashi    |
| 52         | 16        | Gefangene im Safe                | 甘い誘いに気をつけて Amai sasoi ni kiwotsukete                        | 4. Feb. 1985           | 24. Jan. 1996                              | Kenji Kodama     | Hiroshi Kashiwabara |
| 53         | 17        | Wo die Möwen überwintern         | さらば、冬のカモメ Saraba, fuyu no kamome                             | 11. Feb. 1985          | 25. Jan. 1996                              | Shunji Oga       | Toshimichi Okawa    |
| 54         | 18        | Winterleuchtkäfer                | 課長のほれた女（ひと） Kachō no horeta on'na (hito)                   | 18. Feb. 1985          | 26. Jan. 1996                              | Hiroshi Fukutomi | Takeo Ono           |
| 55         | 19        | Passwörter                       | 犬鳴署三重奏 Inunaki-sho sanjūsō                                      | 25. Feb. 1985          | 29. Jan. 1996                              | Masaharu Okuwaki | Toshimichi Okawa    |
| 56         | 20        | Die Geige                        | 転校生に胸さわぎ Tenkōsei ni munasawagi                               | 4. März 1985           | 30. Jan. 1996                              | Kenji Kodama     | Junichi Miyashita   |
| 57         | 21        | Im hohen Haus                    | 悪党どもに鎮魂歌（レクイエム）を Akutō-domo ni chinkonka (rekuiemu) o | 11. März 1985          | 31. Jan. 1996                              | Shunji Oga       | Hiroshi Kashiwabara |
| 58         | 22        | Die Informantin                  | 幻の女を愛した俊夫 Maboroshi no on'na o aishita Toshio                | 18. März 1985          | 1. Feb. 1996                               | Hiroshi Fukutomi | Yuichi Higurashi    |
| 59         | 23        | Mutterglück                      | 恋は突然に Koi wa totsuzen ni                                         | 25. März 1985          | 2. Feb. 1996                               | Masaharu Okuwaki | Takeo Ono           |
| 60         | 24        | Der Aprilscherz                  | エイプリルフールはお熱く Eipurirufūru wa o atsuku                     | 1. Apr. 1985           | 5. Feb. 1996                               | Shunji Oga       | Junichi Miyashita   |
| 61         | 25        | Der Frauenheld                   | 気まぐれスクランブル Kimagure sukuranburu                             | 8. Apr. 1985           | 6. Feb. 1996                               | Kenji Kodama     | Toshimichi Okawa    |
| 62         | 26        | Der Ersatzspieler                | 恋のハーフタイム Koi no hāfutaimu                                     | 15. Apr. 1985          | 7. Feb. 1996                               | Masaharu Okuwaki | Takeo Ono           |
| 63         | 27        | Der neue Chef                    | 泣くな犬鳴トリオ Nakuna Inunaki torio                                 | 22. Apr. 1985          | 8. Feb. 1996                               | Yoshio Takeuchi  | Yuichi Higurashi    |
| 64         | 28        | Der Nachwuchs                    | サヨナラボクのママ達 Sayonaraboku no mama-tachi                       | 29. Apr. 1985          | 9. Feb. 1996                               | Masaharu Okuwaki | Takeo Ono           |
| 65         | 29        | Ein Hoch den Alten               | フルムーンに乾杯 Furumūn ni kanpai                                    | 6. Mai 1985            | 12. Feb. 1996                              | Shunji Oga       | Junichi Miyashita   |
| 66         | 30        | Flug nach Tokio                  | ダンスは星空で Dansu wa hoshizora de                                  | 13. Mai 1985           | 13. Feb. 1996                              | Kenji Kodama     | Tomoko Konparu      |
| 67         | 31        | Die Miss-Wahl                    | 素晴らしきレオタード Subarashiki reotādo                              | 27. Mai 1985           | 14. Feb. 1996                              | Masaharu Okuwaki | Yuichi Higurashi    |
| 68         | 32        | Das Versteck                     | 瞳にくびったけ Hitomi niku bittake                                    | 3. Juni 1985           | 15. Feb. 1996                              | Shunji Oga       | Hiroshi Kashiwabara |
| 69         | 33        | Der falsche Prinz                | キャッツにハートブレイク Kyattsu ni hātobureiku                       | 10. Juni 1985          | 16. Feb. 1996                              | Kenji Kodama     | Yuichi Higurashi    |
| 70         | 34        | Versunkene Schätze               | 南十字星に愛をこめて Minamijūjisei ni ai o komete                     | 17. Juni 1985          | 19. Feb. 1996                              | Masaharu Okuwaki | Hiroshi Kashiwabara |
| 71         | 35        | Die Göttin aus Glas              | 君の素顔はシルエット Kimi no sugao wa shiruetto                       | 24. Juni 1985          | 20. Feb. 1996                              | Kenji Kodama     | Junichi Miyashita   |
| 72         | 36        | Die Grube                        | 盗みのチャンスは一度だけ Nusumi no chansu wa ichidodake               | 1. Juli 1985           | 21. Feb. 1996                              | Shunji Oga       | Toshimichi Okawa    |
| 73         | 37        | Alles nur Theater                | 愛のカーテンコール Ai no kātenkōru                                    | 8. Juli 1985           | 22. Feb. 1996                              | Masaharu Okuwaki | Takeo Ono           |